# Standbeeld van Jean-Claude Van Damme
Een standbeeld van de Belgische acteur Jean-Claude Van Damme staat sinds 21 oktober 2012 in Anderlecht. Het standbeeld werd gemaakt voor de veertigste verjaardag van het Westland Shoppingcenter. Het bronzen beeld is 1,74m hoog en weegt anderhalve ton. Het is opgedragen aan kinderen met een droom en is gemaakt door Guy Ducheyne.
Het standbeeld werd ingehuldigd op 21 oktober 2012. Drie dagen na Van Damme's verjaardag kwamen bijna 2000 mensen samen in Anderlecht om de inhuldiging bij te wonen. Ook ‘The Muscles from Brussels’ zelf en zijn ouders waren aanwezig.